# Lesley Ugochukwu
Lesley Ugochukwu, né le 26 mars 2004 à Rennes (Ille-et-Vilaine), est un footballeur franco-nigérian qui évolue au poste de milieu défensif au Burnley FC.

## Biographie

### En club

#### Formation et début au Stade rennais FC
Chimuanya Lesley Ugochukwu naît le 26 mars 2004 à Rennes, département d'Ille-et-Vilaine, région de Bretagne, Lesley Ugochukwu est formé au Stade rennais FC où il rentre à l'âge de 9 ans. Souvent surclassé avec les équipes de jeunes, il signe son premier contrat professionnel en juillet 2020, devenant, à 16 ans, 3 mois et 4 jours, le deuxième plus jeune joueur du club (après  Eduardo Camavinga) à signer un contrat professionnel, et le premier joueur rennais de la génération 2004 à le faire.
Le 25 avril 2021, Lesley Ugochukwu est lancé dans le monde professionnel par Bruno Génésio qui le fait entrer en cours de jeu lors d'une rencontre (Ligue 1 , saison 2020-2021) face au Dijon FCO. Son équipe l'emporte (5-1),. Il est titularisé dès sa deuxième apparition en professionnel, le 9 mai suivant, contre le Paris Saint-Germain. les deux équipes se neutralisent (1-1) ; le jeune joueur de 17 ans y livre une prestation sérieuse, son entraîneur affirmant après la rencontre qu'il a répondu à ses attentes.
Le 1er juillet 2021, Lesley Ugochukwu prolonge son contrat jusqu'en 2024,,. Le 26 août 2021, il fait ses premiers pas en coupe d'Europe, lors du barrage retour pour la Ligue Europa Conférence, il y est titularisé contre le club norvégien du Rosenborg BK. Le Stade rennais FC s'impose (3-1) et se qualifie pour la phase de groupe,.
Le 5 décembre 2021, Lesley Ugochukwu inscrit son premier but en professionnel, lors d'une rencontre de championnat face à l'AS Saint-Étienne au Stade Geoffroy-Guichard . Entré en cours de jeu, il inscrit le dernier but d'une rencontre remportée largement par le Stade rennais FC (5-0).
Le 23 juin 2022, après une saison 2021-2022 où il a été plus dans la rotation et marqué son premier but, Lesley Ugochukwu prolonge d'une année supplémentaire son contrat avec le Stade rennais FC, soit jusqu'en juin 2025,. C'est lors de la saison 2022-2023 qu'il jouera sa saison la plus prolifique (35 matchs et 1 but) en raison notamment de la blessure longue durée de Baptiste Santamaria.

#### Arrivée à Chelsea FC
Le 1er août 2023, Lesley Ugochukwu s'engage avec le club anglais du Chelsea FC en signant un contrat de sept ans,,,. Le montant du transfert est estimé à 27 millions d'euros.
Le 13 août 2023, il dispute son premier match de Premier League avec les Blues (contre  Liverpool) en remplaçant Ben Chilwell à la 90e minute de jeu; match nul (1-1).

### En sélection
En sélection, Lesley Ugochukwu représente la France;il joue d'abord avec les moins de 18 ans, faisant sa première apparition le 1er septembre 2021 contre la Suisse. Il porte le brassard de capitaine pour cette première, et les Français s'imposent (2-1),.
Il est par la suite sélectionné avec l'équipe de France des moins 19 ans, et y joue son premier match, le 22 septembre 2022, lors d'une rencontre amicale contre le Portugal (défaite des Français sur le score de 0-2). Il est titularisé deux jours plus tard contre la Finlande et se distingue en inscrivant son premier but en ouvrant le score (victoire de la France par un score de 2-0 ).
Le 31 août 2023, Ugochukwu est convoqué pour la première fois en l'équipe de France espoirs, dans la première liste du nouveau sélectionneur Thierry Henry. Il joue son premier match avec les Bleuets (contre le Danemark) le 7 septembre 2023. Titulaire, il contribue à la victoire des siens (4-1)
Le 3 juin 2024, Thierry Henry le sélectionne dans une pré-liste de 25 joueurs pour les Jeux olympiques 2024 à Paris. Finalement, il figure dans la liste officielle (dévoilée le 8 juillet) comme réserviste. Peu avant le début du tournoi olympique, rappelé par son club de Chelsea, il quitte le groupe et ne participe pas à la compétition.

### Style de jeu
Milieu défensif mesurant 1,90 m, Lesley Ugochukwu se distingue par son physique impressionnant qui lui permet d'être solide dans l'entrejeu afin de stopper les attaques adverses. Il a parfois été comparé à Marcel Desailly par ses éducateurs au Stade rennais FC.

## Vie privée
Né en France, Lesley Ugochukwu a des origines nigerianes ; son frère cadet, Chibuike  Ugochukwu, est également formé au Stade rennais FC. Il est par ailleurs le neveu d'Onyekachi Apam, ancien défenseur du Stade rennais FC et de l'OGC Nice.

## Statistiques
| Saison                | Club                  | Championnat           | Championnat | Championnat | Championnat | Coupe nationale | Coupe nationale | Coupe nationale | Coupe de la Ligue | Coupe de la Ligue | Coupe de la Ligue | Compétition(s) continentale(s) | Compétition(s) continentale(s) | Compétition(s) continentale(s) | Compétition(s) continentale(s) | Total | Total | Total |
| Saison                | Club                  | Division              | M.          | B.          | P.d.        | M.              | B.              | P.d.            | M.                | B.                | P.d.              | Comp.                          | M.                             | B.                             | P.d.                           | M.    | B.    | P.d.  |
| 2020-2021             | Stade rennais FC      | Ligue 1               | 3           | 0           | 0           | -               | -               | -               | -                 | -                 | -                 | C1                             | -                              | -                              | -                              | 3     | 0     | 0     |
| 2021-2022             | Stade rennais FC      | Ligue 1               | 18          | 1           | 0           | -               | -               | -               | -                 | -                 | -                 | C4                             | 4                              | 0                              | 0                              | 22    | 1     | 0     |
| 2022-2023             | Stade rennais FC      | Ligue 1               | 26          | 0           | 1           | 2               | 0               | 0               | -                 | -                 | -                 | C3                             | 7                              | 0                              | 0                              | 35    | 0     | 1     |
| Sous-total            | Sous-total            | Sous-total            | 47          | 1           | 1           | 2               | 0               | 0               | -                 | -                 | -                 | -                              | 11                             | 0                              | 0                              | 60    | 1     | 1     |
| 2023-2024             | Chelsea FC            | Premier League        | 12          | 0           | 0           | -               | -               | -               | 3                 | 0                 | 0                 | -                              | -                              | -                              | -                              | 15    | 0     | 0     |
| 2024-2025             | Southampton FC (prêt) | Premier League        | 26          | 1           | 1           | 2               | 0               | 1               | 3                 | 0                 | 0                 | -                              | -                              | -                              | -                              | 31    | 1     | 2     |
| 2025-2026             | Burnley FC            | Premier League        | 1           | 0           | 0           | -               | -               | -               | -                 | -                 | -                 | -                              | -                              | -                              | -                              | 1     | 0     | 0     |
| Total sur la carrière | Total sur la carrière | Total sur la carrière | 86          | 2           | 2           | 4               | 0               | 1               | 6                 | 0                 | 0                 | -                              | 11                             | 0                              | 0                              | 107   | 2     | 3     |